# Pachora
Pachora ist eine Stadt im indischen Bundesstaat Maharashtra. Die Stadt liegt am Ufer des Flusses Hivra.
Die Stadt ist Teil des Distrikts Jalgaon. Pachora hat den Status eines Municipal Council. Die Stadt ist in 27 Wards gegliedert. Sie hatte am Stichtag der Volkszählung 2011 insgesamt 59.609 Einwohner, von denen 30.958 Männer und 28.651 Frauen waren. Hindus bilden mit einem Anteil von über 75 % die Mehrheit der Bevölkerung in der Stadt. Die Alphabetisierungsrate lag 2011 bei 82,34 % und damit deutlich über dem nationalen Durchschnitt.
Der Bahnhof von Pachora ist Ausgangspunkt der Strecke Pachora–Jamner. Die Stadt ist auch mit dem Hauptstraßennetz des Staates sowie der Zentralregierung verbunden.